# Шикачик новокаледонський
Шика́чик новокаледонський (Edolisoma anale) — вид горобцеподібних птахів родини личинкоїдових (Campephagidae). Ендемік Нової Каледонії.

## Опис
Дрібний птах, завдовжки 24-28 см. Вага тіла самців становить приблизно 97 г, самиць — близько 70 г. Оперення темно-сіро-коричневого кольору, за винятком нижніх криючих хвоста, які мають порівняно яскравий коричневий відтінок.

## Поширення
Ендемік Нової Каледонії. Поширений на головному острові країни Ґранд-Терр та сусідньому дрібному острові Пен. Мешкає в гірських і рівнинних вологих тропічних лісах.

## Збереження
МСОП класифікує стан збереження цього виду як близький до загрозливого. За оцінками дослідників, популяція новокаледонських шикачиків становить від 5 до 15 тисяч птахів. Їм може загрожувати знищення довкілля.